# Federico Di Trocchio
Federico Di Trocchio (* 30. März 1949 in Lenola; † 3. September 2013 in Rom) war ein italienischer Wissenschaftshistoriker. Er lehrte an der Universität Lecce seit 1992 (seit 2000 als Ordinarius) und zuletzt, seit 2006, an der Universität „La Sapienza“ in Rom.
Di Trocchio war von 1999 bis 2009 Sekretär der Società Italiana di Storia della Scienza. 2005 wurde er zum korrespondierenden Mitglied der Académie internationale d’histoire des sciences gewählt.
Di Trocchio gilt als Casanova-Experte. Er war Redakteur für die Geschichte der Wissenschaften bei der Encyclopedia Italiana di Scienze, Lettere ed Arti („Treccani“) und Mitarbeiter einer Wochenzeitung („L’Espresso“).
Bekannt wurde Di Trocchio durch seine populärwissenschaftlichen Bücher zur Geschichte der Naturwissenschaften, von denen zwei auch ins Deutsche übersetzt wurden.

## Schriften
- Ernst Mach, Museo Galileo, Florence  1980 (italienisch).
- Der große Schwindel, Betrug und Fälschung in der Wissenschaft. Campus, Frankfurt am Main 1994 (Originaltitel: Le bugie della scienza, Mondadori, Milano 1993, übersetzt von Andreas Simon), ISBN 3-593-35116-1; Taschenbuchausgabe: rororo 60809, Rowohlt, Reinbek bei Hamburg 1999, ISBN 3-499-60809-X (Die deutsche Ausgabe wurde im Einvernehmen mit dem Autor gekürzt).
- Newtons Koffer, geniale Außenseiter, die die Wissenschaft blamierten. Campus, Frankfurt am Main 2001 (Originaltitel: Il genio incompreso, Mondadori, Milano 1997, übersetzt von Andreas Simon), ISBN 3-593-35976-6; Taschenbuchausgabe: rororo 60830, Rowohlt, Reinbek bei Hamburg 2001, ISBN 3-499-60820-0.